# Коркем
Корке́м (каз. Көркем) — село у складі Єгіндикольського району Акмолинської області Казахстану. Входить до складу Алакольського сільського округу.
Населення — 123 особи (2021; 204 у 2009, 278 у 1999, 304 у 1989).
Національний склад станом на 1989 рік:
- казахи — 100 %.

У радянські часи село також називалось Куркем.